# Triều đại

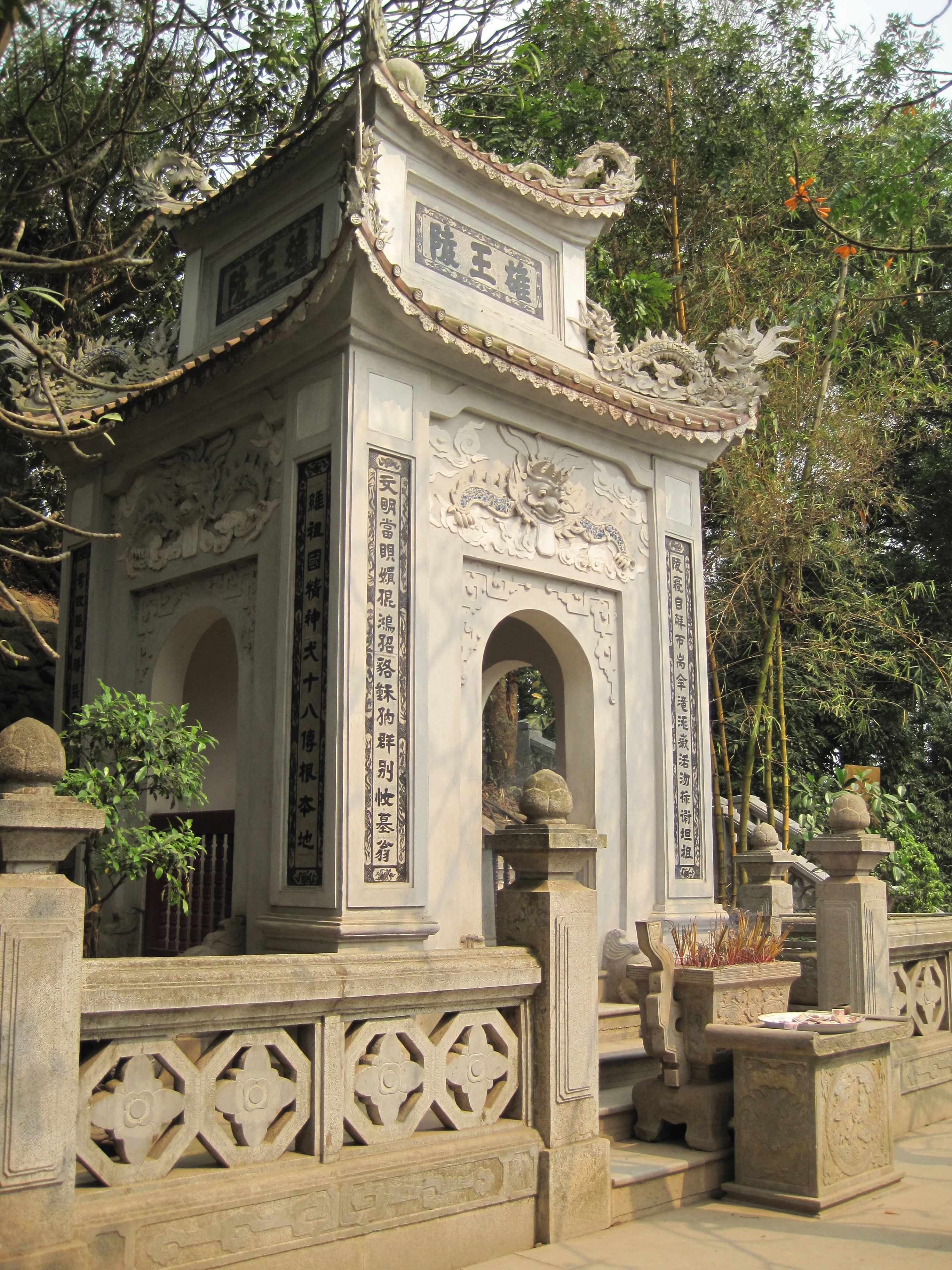
Lăng Hùng Vương trên núi Nghĩa Lĩnh.

Triều đại, hoàng triều, hay vương triều, thường là danh từ để gọi chung hai hay nhiều vua chúa của cùng một gia đình nối tiếp nhau trị vì một lãnh thổ nào đó. Cũng có khi triều đại chỉ gồm một người  nhưng là trường hợp hiếm. Thông thường khi đi với danh từ riêng thì chỉ viết ngắn là triều hay nhà (ví dụ: triều Nguyễn, nhà Nguyễn). Trong sử sách, triều đại của đương kim hoàng đế được gọi là hoàng triều.

## Những triều đại của Việt Nam
- Nhà Hùng
- Nhà Thục
- Nhà Triệu
- Nhà Tiền Lý
- Nhà Ngô
- Nhà Đinh
- Nhà Tiền Lê
- Nhà Lý
- Nhà Trần
- Nhà Hồ
- Nhà Hậu Trần
- Nhà Hậu Lê
- Nhà Mạc
- Nhà Nguyễn Tây Sơn
- Nhà Nguyễn

## Cách gọi

### Ai Cập
Các triều đại thuộc Ai Cập cổ đại thường được gọi bằng số, từ 1 đến 30 vào thời nhà Ptolemaios, và sau đó được nối thêm ít nhất đến số 35.

### Anh
Các triều đại ở Anh quốc có thể được gọi bằng quốc hiệu như nhà Wessex hoặc bằng họ như nhà Tudor.

### Ả Rập
Để gọi triều đại, tiếng Ả Rập có thể dùng:
- Tiếp đầu ngữ Banu, như Banu Umayyah là triều đại của các con cháu ông Umayyah. Umayyah không hề làm vua, mà chỉ là tổ chung của các khalip nhà Banu Umayyah, thường ghi là nhà Omeyyad hay nhà Umayyad .
- Tiếp vĩ ngữ "iyun", như nhà Abbasiyun là triều đại của các con cháu ông Abbas, thường ghi là nhà Abbasid hay nhà Abbas .

### Ấn Độ
Các triều đại ở Ấn Độ có thể được gọi bằng quốc hiệu như nhà Hậu Chola, bằng họ như nhà Gupta, bằng tên chủng tộc như nhà Mogul - Mogul là tiếng gọi người Mông Cổ, bằng tước hiệu như nhà Nizam của Hyderabad,...

### Ba Tư
Trong tiếng Ba Tư, tên các triều đại họ có tiếp vĩ ngữ "ian", hay "yan". 
- Các vua thuộc dòng dõi của vua Hakhamanish (Achaemenes) được gọi là nhà Hakhamanishian, thường ghi là nhà Achaemenid hay nhà Achaemenes .
- Các vua thuộc dòng dõi của ông Sassan được gọi là nhà Sassanian, thường ghi là nhà Sassanid.
- Các vua thuộc dòng dõi của vua Ismail I Safavi được gọi là nhà Safaviyan, thường ghi là nhà Safavi hay nhà Safavid.

### Hy Lạp
Để gọi triều đại, tiếng Hy Lạp gắn tiếp vĩ ngữ id. Tiếp vĩ ngữ này có nghĩa là "con của" hay "con cháu của", nhưng cũng có nghĩa rộng hơn là bao gồm luôn người cha, người tổ vào chung với các con cháu. "Id" đã được dùng một cách thường xuyên trong hai thiên anh hùng ca Iliad và Odyssey, viết vào khoảng năm 850 TCN, một thế kỷ trước khi La Mã lập quốc. 
- Các vua thuộc dòng dõi của vua Eurypon được gọi là nhà Eurypontid (ở Sparta). Eurypon không phải là người lập ra triều đại này, mà đã có hai vua trước ông.

Các thứ tiếng Anh, Pháp,... hay dùng theo lối này để gọi tên các triều đại ở Trung Á, Tây Nam Á, Bắc Phi,... Các cách gọi này cũng được dùng trong một số tài liệu ở Việt Nam.
Tiếng Hy Lạp cũng gắn tiếp vĩ ngữ iad':
- Các vua thuộc dòng dõi của vua Agis được gọi là nhà Agiad (ở Sparta). Agis chỉ là con của người lập ra triều đại này.

### La Mã
La Mã có nhiều giai đoạn vị lãnh tụ không được con nối ngôi, nên đời sau lấy tên hai người trong loạt lãnh tụ làm tên triều đại:
- Nhà Julius-Claudius từ Julius Caesar đến Nero, tuy có họ hàng dây mơ rể má với nhau, nhưng không có người nào là con của người nào.
- Nhà Nerva-Antoninus từ Nerva đến Marcus Aurelius theo quy chế quân chủ truyền hiền, hoàng đế chọn người có tài trị nước làm con nuôi và di chiếu để ngôi.

### Nga
Ở Nga, tên các triều đại thường có tiếp vĩ ngữ "ovich":
- Nhà Rurikovich (Rurik), do vua Rurik khởi đầu

Cũng có khi dùng họ làm tên triều đại:
- Nhà Romanov, khởi đầu với vua Mikhail I Fyodorovich Romanov).

Thời các đại lãnh địa thì tên của lãnh thổ được gọi làm tên triều đại (các đại lãnh chúa của Vladimir-Suzdal, các đại lãnh chúa của Niznij-Novgorod,...).

### Pháp
Tiếng Pháp dùng tiếp vĩ ngữ "iens" có thêm chữ lót cho dễ đọc, nếu cần, gắn vào tên người coi là sáng tổ, để thành tên triều đại:
- Nhà Mérovingiens là triều đại có vua Mérovée được coi là vua đầu tiên thực sự không phải huyền thoại.
- Nhà Carolingiens, vẫn gọi là nhà Carlovingien cho đến thế kỷ XIX, rút từ tên Karl của vua Charlemagne.
- Nhà Capetiens, do vua Hugues Capet mở đầu.

### Thổ Nhĩ Kỳ
Ở Thổ Nhĩ Kỳ, tên các triều đại thường được lấy theo tên một trong những người tổ: 
- Nhà Selçuklular, do vua Toghrul Beg khởi đầu, thường ghi là nhà Seljukid hay nhà Seljuk trong các tài liệu tiếng Anh và tiếng Việt. Selçuk (Seljuk) là một thủ lĩnh bộ lạc, ông nội của Toghrul Beg.
- Nhà Osmanli, do vua Osman I (Ottoman) khởi đầu, thường ghi là nhà Ottoman trong các tài liệu tiếng Anh và tiếng Việt.

### Trung Quốc
Vào thời người Hán chưa có họ thì tên triều đại lấy theo dòng. Trong truyền thuyết Trung Quốc, dòng dõi vua Phục Hi là Phục Hi thị, dòng dõi vua Thần Nông là Thần Nông thị. 
Bắt đầu từ thời Hiên Viên Hoàng Đế, các triều đại tại Trung Quốc thường là quốc hiệu, lấy theo nơi phát tích ban đầu của người khai lập thay vì lấy họ của vua như Việt Nam. 
- Nhà Hạ của họ Tự, vua Đại Vũ có công trị thủy được đế Thuấn phong ở đất Hạ
- Nhà Thương của họ Tử, nguyên là nước Thương - 1 chư hầu thời nhà Hạ, tổ tiên là Tiết được vua Vũ phân phong.
- Nhà Chu của họ Cơ, là triều đại lâu dài nhất trong lịch sử Trung Quốc, có nguồn gốc từ nước Chu - 1 nước chư hầu của nhà Hạ và nhà Thương. Ban đầu thụ phong ở đất Thai, sau dời đến đất Bân và cuối cùng chuyển qua đất Chu. Chu Thái Vương được xem là vua khởi đầu của triều đại này.
- Nhà Tần của họ Doanh, tổ tiên là Phi Tử được Chu Hiếu Vương phong cho ấp Tần, sau khi Doanh Chính thống nhất thiên hạ vẫn giữ nguyên quốc hiệu.
- Trần Thắng khởi nghĩa thời nhà Tần, làm chủ đất Trần thuộc nước Sở, nhưng đó không phải là đất Sính nguyên khai nước Sở mà là nước Trần cũ mà Sở mới đánh chiếm cuối thời Xuân Thu, do đó tự xưng là Trương Sở vương (vua đất Sở mở rộng)
- Nhà Tây Sở của họ Hạng, Hạng Vũ sinh ra ở địa phận Tây Sở nên lấy nơi sinh làm quốc hiệu.
- Nhà Hán, của họ Lưu, khởi đầu với vua Hán Cao Tổ, vốn được Tây Sở Bá vương Hạng Vũ phong ở đất Hán Trung, gọi là Hán vương. Khi chinh phục cả thiên hạ xong, ông giữ nguyên hiệu của nơi phát tích là Hán, chỉ nâng danh hiệu lên Đế.

Tất cả những triều đại từ sau nhà Hán đến hết nhà Tống đa phần theo nguyên tắc trên
- Nhà Tuỳ của họ Dương, Tuỳ Văn Đế cũng được nhà Bắc Chu phong là Tuỳ quốc công
- Nhà Đường của họ Lý, khởi đầu với vua Đường Cao Tổ, vốn được nhà Tùy phong làm Đường quốc công.

Các ngoại tộc vào cai trị miền bắc Trung Quốc thời Ngũ Hồ thập lục quốc và Ngũ đại Thập quốc cũng lấy quốc hiệu theo nguyên tắc này.
Từ Nhà Liêu không lấy theo họ vua hoặc đất khởi nghiệp mà lấy nghề nghiệp và khoáng sản địa phương làm quốc hiệu, Liêu có nghĩa là luyện thép. Nối sau nhà Liêu, họ Hoàn Nhan người Nữ Chân cũng lấy quốc hiệu là Kim khi lập nước, Kim Thái Tổ cho rằng thép không bền mà vàng sẽ vĩnh cửu hơn nên mới đặt quốc hiệu như thế. Nhà Nguyên thuộc dòng Thành Cát Tư Hãn người Mông Cổ, vốn mang họ Bột Nhi Chỉ Cân; đế quốc Mông Cổ quá rộng lớn, vua Hốt Tất Liệt lấy hai chữ đầu tiên trong Kinh Dịch là Càn Nguyên làm quốc hiệu, gọi tắt là Nguyên.
Hai triều đại sau cùng của Trung Quốc cũng lấy tên Minh, Thanh không theo nguyên tắc truyền thống. Minh Thái Tổ Chu Nguyên Chương ban đầu khởi binh ở đất Ngô, tự xưng là Ngô Vương, nhưng sau khi đánh đuổi nhà Nguyên lên Mạc Bắc đã đổi quốc hiệu là Minh. Nỗ Nhĩ Cáp Xích khởi nghiệp nhà Thanh năm 1616 vốn cũng xưng nhà Hậu Kim - ý nối tiếp nhà Kim thời Tống. Nhưng sau này Hậu Kim đã đổi quốc hiệu là Thanh, nguyên nhân do người Hán ghét người Kim nên Thanh Thái Tông mới lấy từ đồng vận để đặt quốc hiệu.
Triều đại duy nhất trong lịch sử Trung Quốc dùng cách số đếm như phương Tây là nhà Tần. Tần Thủy Hoàng cho rằng cách đặt thụy hiệu của nhà Chu là "con phán xét cha, bề tôi phán xét vua" là trái đạo, do đó bỏ cách đặt thụy hiệu mà đặt dùng số thứ tự từng đời: Thủy Hoàng, Nhị Thế, Tam Thế,...

### Việt Nam
Các triều đại ở Việt Nam thường mang tên của họ của các vua chúa (nhà Ngô thì các vua họ Ngô, nhà Đinh họ Đinh,...).
Cũng có trường hợp trong một triều đại có vua khác họ, như Triệu Việt Vương nhà Tiền Lý, Dương Tam Kha nhà Ngô hay Dương Nhật Lễ nhà Trần. Các vua này được gộp luôn vì trước và sau họ, dòng vua cũ (Lý, Ngô và Trần) lại được nối trở lại như cũ.
Ngoài ra, tên gọi nhà Tây Sơn lấy theo nơi phát tích dù các vua họ Nguyễn, được dùng trong Việt Nam Sử Lược là "nhà Nguyễn Tây Sơn".

## Thay đổi ngôi vị và triều đại
Các triều đại có thể bị thay đổi bằng nhiều hình thức, như thoái vị, truyền ngôi (thiện nhượng), bị cướp ngôi, lật đổ,...

## Kỷ lục

### Minh quân
Sử gia người Pháp Ernest Renan khen các hoàng đế Nerva, Traianus, Hadrianus, Antoninus Pius, và Marcus Aurelius với nhận định:
| “              | Thế giới chưa bao giờ được một loạt minh quân tài giỏi như vậy. | ” |
| — Ernest Renan |                                                                 |   |

Nhà Tây Hán của Trung Quốc cũng xuất hiện năm vị minh quân tài giỏi cai trị nối liên tiếp nhau trong hơn 130 năm gồm Văn Đế, Cảnh Đế, Vũ Đế, Chiêu Đế, Tuyên Đế. Tuy có một thời gian 27 ngày bị gián đoạn bởi hôn quân Xương Ấp Vương Phế Đế Lưu Hạ, nhưng cơ bản ngắn ngủi không ảnh hưởng lắm đến thế cuộc.
Tương tự, nhà Thanh cũng có thể gọi là có một loạt minh quân tài giỏi là Thuận Trị, Khang Hi, Ung Chính và Càn Long nối nhau cai trị hơn 150 năm, và có thể chắp thêm hai vua tài giỏi khởi nghiệp là Thanh Thái Tổ và Thanh Thái Tông. Vua Gia Khánh và Đạo Quang cũng chú trọng về chính sự, xét toàn cục thì nhà Thanh không ghi nhận hôn quân bạo chúa, chẳng qua sau thời Càn Long ảnh hưởng của các đế quốc thực dân Châu Âu, ngoài ra mấy đời cuối bị chi phối bởi Từ Hi thái hậu nên mới bị diệt vong.
Ở một phạm vi nhỏ hơn, tại Việt Nam, liên tiếp  7 đời chúa Nguyễn ở Đàng Trong từ Nguyễn Hoàng đến Nguyễn Phúc Khoát đều là người chăm lo giữ nước, an dân. Ngoại trừ chúa Thượng Nguyễn Phúc Lan có lúc ham vui yến tiệc, nhưng biết cải hối nghe lời can gián, không ai mang tiếng là người say đắm tửu sắc, tin kẻ nịnh thần. Nhà Lý từ Lý Thái Tổ đến Lý Anh Tông truyền nối 6 đời, nhà Trần từ Trần Thái Tông đến Trần Hiến Tông cũng một mạch 6 đời, Chúa Trịnh ở Đàng Ngoài cũng duy trì được 5 đời liên tiếp thịnh trị từ Trịnh Tùng đến Trịnh Cương.

### Lâu dài tính tổng quát
Triều đại của các Thiên hoàng Nhật Bản, vẫn còn tồn tại đến ngày nay, thường được coi là triều đại lâu dài nhất thế giới. Nhật Bản cùng với một số quốc gia vẫn tồn tại các triều đại nhưng theo chính sách quân chủ lập hiến. Phần huyền sử được coi là bắt đầu từ năm 660 TCN (Thiên hoàng Thần Vũ), tuy nhiên phải đến 
Thiên hoàng Khâm Minh (539 - 571) các niên đại mới được coi là thuộc chính sử. Mặc dù vậy, khoảng thời gian từ năm 539 đến ngày nay vẫn khó tìm được triều đại chính sử nào bì được. Triều đại Nhật Bản dài nhất nếu tính theo "tất cả" các triều đại trong Nhật Bản. Nhật Bản, với độ dài hàng ngàn năm lịch sử, như bao quốc gia khác cũng có nhiều thăng trầm và có rất nhiều lần thay đổi triều đại.

## Những "triều đại" trong các nước Cộng hòa
Trên nguyên tắc, tại các quốc gia mà dân chủ hoặc quân chủ lập hiến thì quyền lực không thể trực tiếp truyền từ đời này sang đời kia của dòng họ, nhưng thực tế thì nhiều khi những chức vụ cao trong bộ máy nhà nước, ngay cả chức vị nguyên thủ quốc gia vẫn có xu hướng nằm trong tay một số gia đình nào đó, thậm chí là cha truyền con nối. Địa vị xã hội của dòng họ, ảnh hưởng, quen biết, truyền thống, di truyền, và ngay cả chế độ gia đình trị là những yếu tố góp phần tạo nên hiện tượng này.
Chế độ độc tài gia đình trị là một khái niệm hơi khác, trong trường hợp này quyền lực được truyền cho các thành viên trong một gia đình không phải do gia thế, danh tiếng, địa vị xã hội gia tộc đó quá lớn, mà là do quyền lực tập trung quá nhiều vào tay người lãnh đạo đất nước, và người này sẽ quyết định truyền lại chức vụ cho người trong gia đình mình.
Một số gia đình, dòng họ có truyền thống chính trị và truyền thống nắm quyền lực trong các nước dân chủ:
- Dòng họ Beazley và Crean của Công Đảng Úc
- Dòng họ của Ziaur Rahman và Sheikh Mujibur Rahman ở Bangladesh
- Dòng họ Nehru-Gandhi ở Ấn Độ
- Dòng họ Bhutto ở Pakistan
- Dòng họ Soekarno ở Indonesia
- Gia đình của Aung San Suu Kyi ở Myanmar
- Dòng họ Kim ở CHDCND Triều Tiên
- Dòng họ Lý ở Singapore
- Dòng họ của Solomon Bandaranaike ở Sri Lanka
- Dòng họ Assad ở Syria
- Dòng họ Medici ở Cộng hòa Florence
- Dòng họ Churchill/Công tước Marlborough) ở Vương quốc Liên hiệp Anh
- Dòng họ Bá tước Russells (UK)
- Dòng họ Bá tước Chamberlain ở Vương quốc Liên hiệp Anh
- Dòng họ Bá tước Grey ở Vương quốc Liên hiệp Anh
- Dòng họ Bá tước Pitt ở Vương quốc Liên hiệp Anh
- Dòng họ Adam ở Hoa Kỳ
- Dòng họ Kennedy ở Hoa Kỳ
- Dòng họ Bush ở Hoa Kỳ
- Dòng họ Long ở Hoa Kỳ
- Dòng họ Roosevelt ở Hoa Kỳ
- Dòng họ Taft ở Hoa Kỳ
- Dòng họ Udall ở Hoa Kỳ
- Gia đình Aquino ở Philipin
- Gia đình Castro ở Cuba
- Dòng họ Ngô Đình ở Đệ Nhất Cộng hòa Việt Nam